# Bruno Fagnoul
Bruno Fagnoul, né le 11 juin 1936 à Raeren (province de Liège) et mort le 24 novembre 2023, est un homme politique belge de la Communauté germanophone.

## Biographie
Bruno Fagnoul est né le 11 juin 1936 en Belgique, dans les  Cantons de l'Est. Il est d'abord instituteur à l'école primaire communale de Raeren où il devient directeur de 1974 à 1981.
Il milite dans les rangs du parti libéral germanophone et est élu conseiller communal de Raeren lors des élections communales d’octobre 1976 après la fusion des communes. En 1981, il est attaché au cabinet du vice-premier ministre liégeois (1981-1983) dans le gouvernement Martens-Gol avec pour préoccupations l’émergence de la Communauté germanophone.
Finalement, la loi votée en décembre 1983 donne naissance à une véritable communauté germanophone qui disposera de son propre parlement élu directement et de son propre exécutif. En attendant le premier scrutin qui a lieu en décembre 1986, c’est Bruno Fagnoul qui devient le premier président de l’exécutif de la Communauté germanophone à la tête d’une majorité tripartite, rassemblant libéraux, socialistes et catholiques (6 juin 1984-3 décembre 1986). Après le scrutin de 1986, Joseph Maraite devient le nouveau ministre-président, tandis que Bruno Fagnoul reste ministre dans la majorité CSP-PFF, aux côtés de Mathieu Grosch. Il est chargé de l’éducation, la formation, l’animation culturelle et des médias et, en 1989, il accueille les compétences de l’enseignement nouvellement transférées.
Devenu bourgmestre de Raeren au lendemain du scrutin d’octobre 1988, Bruno Fagnoul ne sera plus associé à l’exécutif germanophone, tout en restant l’un des 25 élus au parlement de la communauté germanophone.
En décembre 2000, il se retire de la politique.
Bruno Fagnoul meurt le 24 novembre 2023,, âgé de 87 ans.